# Abapeba abalosi
Abapeba abalosi är en spindelart som först beskrevs av Cândido Firmino de Mello-Leitão 1942. 
Abapeba abalosi ingår i släktet Abapeba och familjen flinkspindlar. Inga underarter finns listade i Catalogue of Life.